# Edmundo Tudor, 1.º Conde de Richmond
Edmundo Tudor, 1.º Conde de Richmond (1430 – 1 de Novembro 1456) era filho de Owen Tudor, um nobre galês, e de Catarina de Valois, viúva do rei Henrique V. Edmundo era irmão uterino de Henrique VI e pai de Henrique VII.

## Nascimento e primeiros anos
Após a morte de Henrique V, a rainha-viúva, Catarina de Valois, casou-se com Owen Tudor. O casamento foi secreto e só se tornou conhecido após a morte de Catarina. A data mais aceite para o casamento é por volta dos anos de 1429/30, uma vez que a rainha deixou de viver na Casa Real do seu filho, Henrique VI e Owen conseguiu os direitos de um inglês no Parlamento em maio de 1432.
Os filhos de Catarina e Owen nasceram longe da corte. O seu filho mais velho, Edmundo, nasceu no Palácio de Much Hadham em Hertfordshire ou em Hadham, Bedfordshire.  A condição de Edmundo à data do seu nascimento era incerta, dado que os seus pais ou não eram casados ou o casamento era ilegal, uma vez que rainhas consortes estavam proibidas por lei de voltar a casar.
Em 1436, a sua mãe internou-se na Abadia de Bermondsey onde viria a morrer em 1437. Com a morte da rainha, os seus inimigos atacaram Owen. Ele foi chamado a comparecer em Londres, mas foi ilibado das acusações relacionadas com o seu casamento. Enquanto ia a caminho do País de Gales, ele foi detido e preso na Prisão de Newgate. Depois de fugir, no início de 1438, voltou a ser capturado e preso no Castelo de Windsor.
Após a morte da mãe e a prisão do pai, Edmundo e o seu irmão Jasper foram criados por Catarina de la Pole, a Abadessa de Berking, com quem permaneceram até 1442. A Abadessa entregou-os então ao cuidado do Rei Henrique VI que, por sua vez, os enviou para junto de padres para serem educados. Quando Edmundo cresceu, Henrique decidiu recebê-lo na sua corte. Edmundo foi feito cavaleiro no dia 15 de Dezembro de 1449 e chamado ao parlamento com o título de Conde de Richmond no dia 30 de Janeiro de 1452, título que se tornou oficial no dia 6 de Março do mesmo ano. O seu irmão Jasper foi nomeado Conde de Pembroke. Nas sessões parlamentares de 1453, Edmundo foi declarado filho legitimo. O Rei Henrique concedeu-lhe grandes empréstimos, particularmente em 1454.

## Conde de Richmond
Como condes e meios-irmãos do rei, Edmundo e Jasper tinham precedência sobre todos os membros que não eram do clero na corte, com a exceção dos duques. Foram-lhes concedidas terras, mas Jasper recebeu um subsídio anual até Pembroke ficar disponível. Após sete anos de casamento com Margarida de Anjou, Henrique VI ainda não tina filhos. Após a morte de Humberto, Duque de Gloucester, a descendência real estava em risco e os irmãos Tudor foram considerados possíveis herdeiros. Havia preocupações pelo facto de, apesar de serem de descendência real francesa pelo lado da sua mãe, não terem qualquer relação de sangue com o trono inglês.
Em 1452, Edmundo e Jasper encontravam-se entre o pequeno grupo de conselheiros pessoais de Henrique VI e eram os seus únicos parentes na corte. Porém, nenhum deles tinha aptidão para questões de Estado na Inglaterra, pelo que a sua principal tarefa era impor a autoridade do rei no País de Gales. Isto resultou num carinho por parte deste país pela família. A investidura oficial dos irmãos teve lugar na Torre de Londres em 5 de janeiro de 1453. Mais tarde nesse ano, em 6 de março, eles ocuparam os seus lugares no Parlamento inglês como chefes dos condes da corte. Após uma petição por parte da Casa dos Comuns, tanto Jasper como Edumundo foram reconhecidos oficialmente como meios-irmãos do rei e os impedimentos legais associados à sua nacionalidade galesa foram retirados. Em 1452 e 1453, Henrique concedeu-lhes avultados empréstimos e também concedeu propriedades a Edumundo em Westmorland and Lancashire. Edmundo tinha terras lucrativas e investiu na indústria da lã baseada em Boston, no Lincolnshire. Henrique também lhe concedeu o Castelo de Baynard perto do rio Tamisa em Londres.

### Guerra das Rosas e casamento com Margarida de Beaufort
No verão de 1453, Henrique sofreu um colapso mental que durou 17 meses. Várias fações tentaram conquistar poder durante este período. A mulher de Henrique, Margarida de Anjou, exigiu ser declarada regente. Os irmãos Tudor apoiaram Ricardo de Iorque, que tentou tornar-se Protetor do Reino. Porém, Edmundo não esteve no Parlamento de 3 de abril de 1454, onde Iorque foi nomeado Protetor. Edmundo participou no conselho de Iorque, mas com menos frequência do que Jasper. Os irmãos estiveram presentes no conselho de 1445, quando este reduziu o tamanho da Casa Real. Assim, ambos receberam um séquito que incluía um capelão, dois escudeiros, dois albardeiros e dois camareiros.
Henrique recuperou por volta do Natal de 1454 e dispensou Ricardo de Iorque, o que criou alguma hostilidade. Isto deixou os irmãos Tudor num dilema. Edmundo não participou na Primeira Batalha de St. Albans em 22 de maio de 1455, onde Henrique foi capturado por Ricardo de Iorque. Os dois irmãos estiveram presentes no Parlamento seguinte onde Iorque voltou a ser nomeado Protetor. Apesar de Iorque ter cancelado a maioria dos subsídios concedidos por Henrique, os de Edmundo e de Jasper continuaram. Os irmãos não estiveram na segunda sessão do Parlamento desse ano que começou em 12 de novembro. Edmundo tinha sido enviado para o País de Gales para tentar conter a rebelião de Gruffudd ap Nicolas.
Em 1452, Lady Margarida Beaufort, a filha de 9 anos do Duque de Somerset, foi chamada à corte do seu primo em segundo-grau, o Rei Henrique, e, no dia 1 de Novembro de 1455, no Castelo de Bletsoe, casou-se com Edmundo.  Depois da queda de Somerset, Edmundo e o seu irmão Jasper tinham sido os tutores conjuntos de Margarida.  Ela tinha 12 anos quando se casou e ficou grávida no ano seguinte.

## Captura, aprisionamento e morte

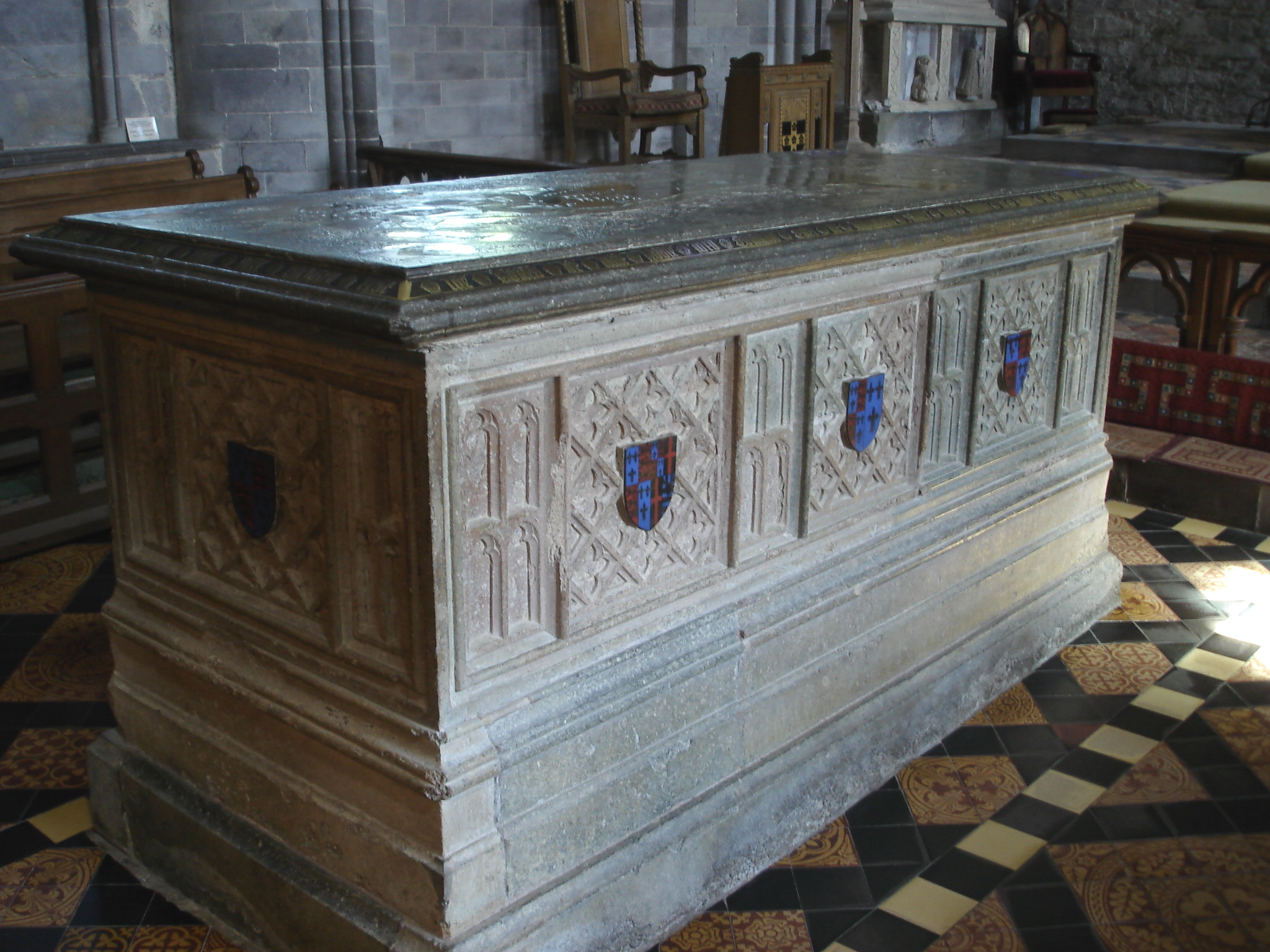
Túmulo de Edmundo Tudor

Gruffudd entrou em conflito com o exército de Edmundo e em junho de 1456 já tinha conquistado os castelos de Aberystwyth, Carmarthen e Carreg Cennen. Porém, a rebelião não durou muito tempo e, no início de agosto, as forças de Edmundo já tinham reconquistado os castelos. Enquanto Edmundo estava no País de Gales, o rei depôs Ricardo de Iorque. Em retaliação, este enviou dois mil homens sob o comando de William Herbert para conquistar o sul do País de Gales. Quando eles chagaram ao Castelo de Carmarthen, conquistaram-no e capturaram Edmundo Tudor.
As tropas de Herbert seguiram depois para Aberystwyth, mas deixaram Edmundo preso no Castelo de Carmarthen. Em 3 de novembro de 1456, Edmundo contraiu peste bubónica e morreu lá. Foi enterrado na igreja franciscana em Carmarthen. A sua elegia foi escrita por Lewis Glyn Cothi. Com a dissolução dos mosteiros em 1539, os seus restos mortais foram transferidos para o coro da Catedral de São David.
O único filho de Edmundo, o futuro Rei Henrique VII, nasceu no Castelo de Pembroke, quase três meses depois da morte do pai. 